# 桂林市第十八中学
桂林市第十八中学（原名桂林地区高中）是一所位于广西桂林市七星区的寄宿制高级中学，是广西壮族自治区重点中学，2003年成为首批自治区示范性普通中学。

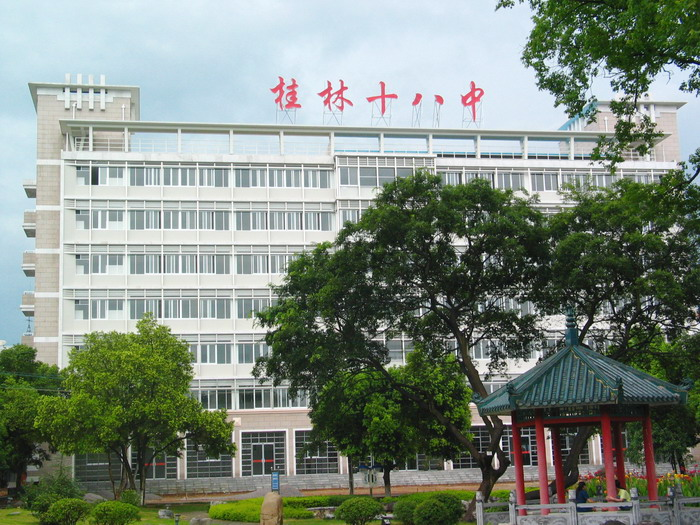
桂林市第十八中学教学楼

## 办学特色
文理并重、张扬个性、优势互补、持续发展、示范辐射